# Contea di Graham (Carolina del Nord)
La contea di Graham, in inglese Graham County, è una contea dello Stato della Carolina del Nord, negli Stati Uniti. La popolazione al censimento del 2000 era di 7 993 abitanti. Il capoluogo di contea è Robbinsville.

## Storia
La contea di Graham fu costituita nel 1872.